# Albert Danès Tejedor
Albert Danès Tejedor (Barcelona, 1942) és un arquitecte català. Estudia a l'Escola Tècnica Superior d'Arquitectura de Barcelona on es llicencia el 1969. Compagina la seva tasca d'arquitecte amb la docència a l'Escola Tècnica Superior d'Arquitectura de Barcelona i del Vallès, entre d'altres. Al llarg de la seva carrera ha realitzat diversos edificis d'habitatges i oficines en equip o com arquitecte independent. Entre el 1982 i el 1985 treballa a la Direcció General d'Arquitectura i Habitatge de la Generalitat de Catalunya on des del 1983 és cap del Servei de Promoció de l'Habitatge. El 1991 crea l'empresa Gesdar/91 SL dedicada a l'arquitectura, urbanisme, restauració, interiorisme i disseny industrial. Entre els seus dissenys cal destacar el banc Pedrera (1995), obra que va obtenir un Delta de Plata de l'ADI/FAD, una taula d'oficina o un lavabo de vidre i acer inoxidable.